# Egede (cràter)

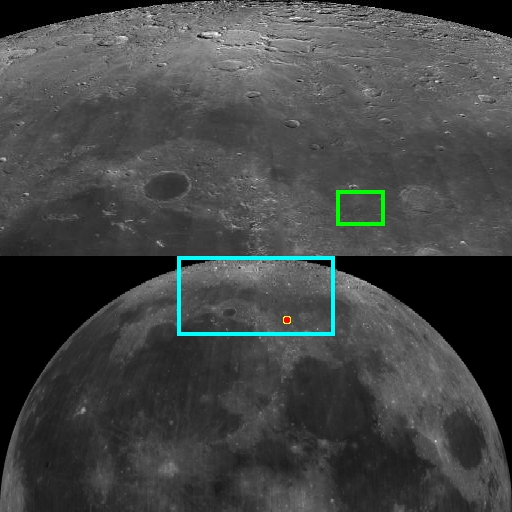
Localització de Egede sobre el globus lunar

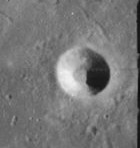
Cràter Egede B. Fotografia de la missió Lunar Orbiter 4 (1967)

Egede actualment no és més que les restes d'un cràter d'impacte lunar que ha estat inundat per la lava, deixant a la vista només una mica de la circumferència del seu contorn lleugerament poligonal, que sobresurt per sobre del mar lunar. Es troba en l'extrem sud del Mare Frigoris i a l'oest del cràter Aristòtil. Al sud-oest apareix un arc de muntanyes baixes que es corba entre les vores d'Aristòtil i d'Èudox.

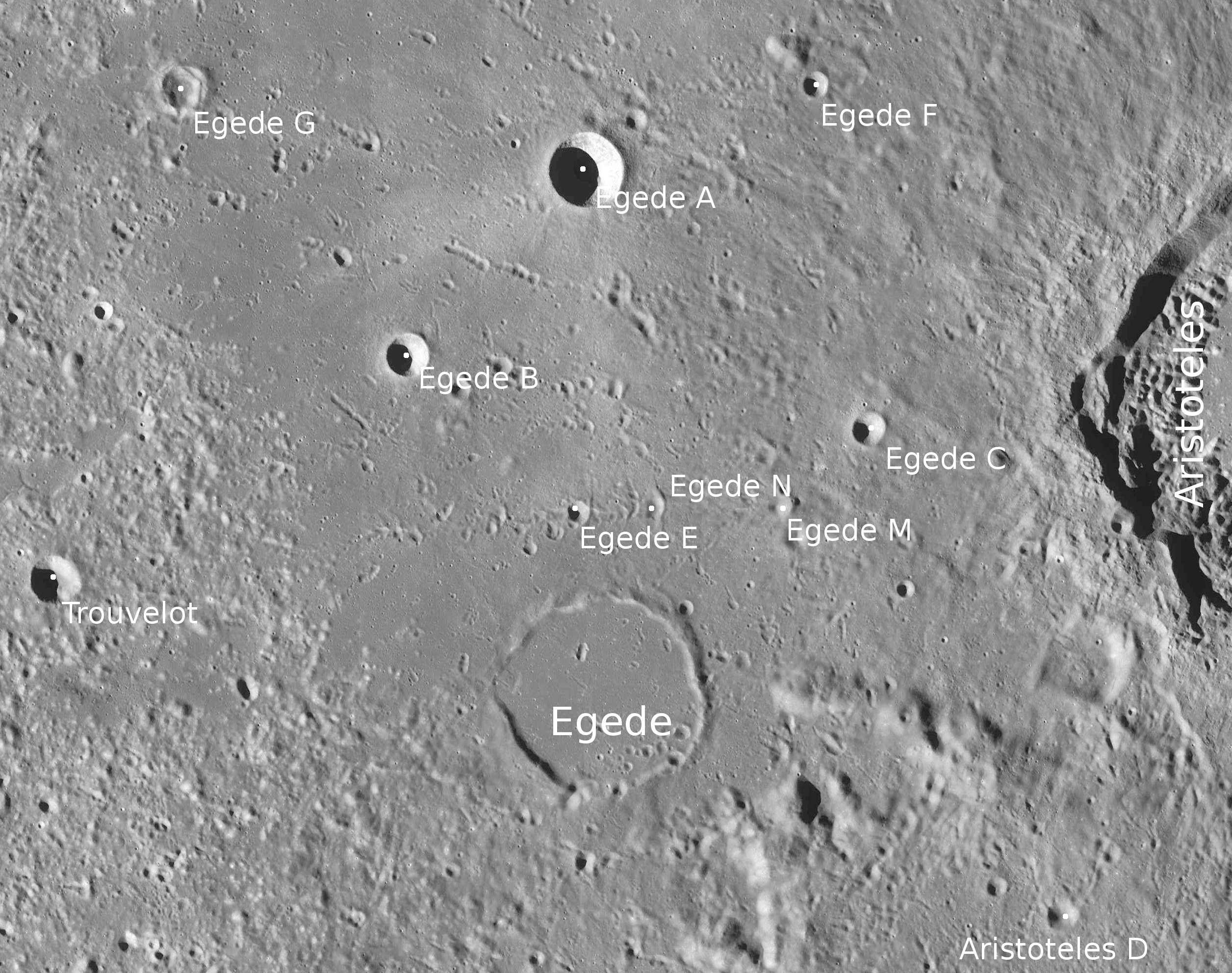
Localització d'Egede. Fotografia de la missió Lunar Reconnaissance Orbiter

El fons d'Egede és pla i gairebé sense trets distintius, a excepció d'alguns petits cràters, incloent els cràters secundaris d'Aristòtil (que també estan presents en el nord i en el sud d'Egede). Les restes del brocal tenen una altura màxima de 0,4 km per sobre de la superfície.

## Cràters satèl·lit
Per convenció aquests elements són identificats en els mapes lunars posant la lletra en el costat del punt mitjà del cràter que està més prop d'Egede.
|       | \| Egede \| Coordenades \| Diàmetre \| \| ----- \| ------------------------------------ \| -------- \| \| A \| 51° 36′ N, 10° 30′ E / 51.6°N,10.5°E \| 13 km \| \| B \| 50° 30′ N, 8° 54′ E / 50.5°N,8.9°E \| 8 km \| \| C \| 50° 06′ N, 13° 00′ E / 50.1°N,13.0°E \| 5 km \| \| E \| 49° 36′ N, 10° 24′ E / 49.6°N,10.4°E \| 4 km \| \| F \| 51° 54′ N, 12° 30′ E / 51.9°N,12.5°E \| 4 km \| \| G \| 51° 54′ N, 6° 54′ E / 51.9°N,6.9°E \| 7 km \| \| M \| 49° 30′ N, 12° 24′ E / 49.5°N,12.4°E \| 4 km \| \| N \| 49° 42′ N, 11° 06′ E / 49.7°N,11.1°E \| 4 km \| \| P \| 47° 48′ N, 10° 30′ E / 47.8°N,10.5°E \| 4 km \| |          |
| Egede | Coordenades | Diàmetre |
| A     | 51° 36′ N, 10° 30′ E / 51.6°N,10.5°E | 13 km    |
| B     | 50° 30′ N, 8° 54′ E / 50.5°N,8.9°E | 8 km     |
| C     | 50° 06′ N, 13° 00′ E / 50.1°N,13.0°E | 5 km     |
| E     | 49° 36′ N, 10° 24′ E / 49.6°N,10.4°E | 4 km     |
| F     | 51° 54′ N, 12° 30′ E / 51.9°N,12.5°E | 4 km     |
| G     | 51° 54′ N, 6° 54′ E / 51.9°N,6.9°E | 7 km     |
| M     | 49° 30′ N, 12° 24′ E / 49.5°N,12.4°E | 4 km     |
| N     | 49° 42′ N, 11° 06′ E / 49.7°N,11.1°E | 4 km     |
| P     | 47° 48′ N, 10° 30′ E / 47.8°N,10.5°E | 4 km     |